# Андреа Караччоло
Андреа Караччоло (італ. Andrea Caracciolo, нар. 18 вересня 1981, Мілан) — італійський футболіст, нападник аматорської команди «Лумеццане». 
Виступав за національну збірну Італії. Найкращий бомбардир в історії «Брешії».

## Клубна кар'єра
Народився 18 вересня 1981 року в місті Мілан. Вихованець системи підготовки юнаків місцевого однойменного клубу.
У дорослому футболі дебютував 1998 року виступами за команду «Санколомбано» з п'ятого італійського дивізіону, в якій провів два сезони, взявши участь у 53 матчах. 
Влітку 2000 року уклав контракт з третьоліговим «Комо», а за півроку був орендований командою четвертого дивізіону «Про Верчеллі». А вже протягом 2001–2003 років виступав на рівні елітної Серії A, провівши по сезону також на правах оренди за «Брешію» і «Перуджу».
Протягом 2003–2005 років знову грав за «Брешію», цього разу вже на умовах повноцінного контракту, а після втрати командою місця у найвищому дивізіоні у серпні 2005 року за 9 мільйонів євро перейшов до «Палермо». Спочатку був основним нападником команди, а перед початком сезону 2006/07 до неї приєдналися Амаурі і Давід Ді Мікеле, що скоротило ігровий час Андреа.
Тож влітку 2007 року «Палермо» відпустив нападника до «Сампдорії» на умовах спільного володіння. А вже за півроку гравець за понад 7 мільйонів євро, які були поділені між двома клубами, яким належали права на нього, утретє в кар'єрі приєднався до «Брешії». Цього разу відіграв за клуб з Брешії наступні три з половиною сезони ігрової кар'єри, починав грати у другому дивізіоні, а протягом останнього року грав уже знову в Серії A.
Влітку 2011 року знову на правах спільного володіння перейшов до «Дженоа», з якого був відданий в оренду до «Новари».
У червні 2012 року «Брешія» викупила назад в «Дженоа» половину прав на гравця, і той на наступні шість сезонів знову став гравцем команди з Брешії. Протягом цього періоду незмінно був гравцем команди у Серії B, довівши кількість офіційних ігор за неї до 418 і забивши в усіх турнірах рекордні для гравців «Брешії» 179 голів.
Протягом 2018—2020 років захищав кольори третьолігового клубу «Феральпісало», після чого 38-річний нападник погодився продовжити кар'єру в «Лумеццане», команді шостого за силою італійського дивізіону.

## Виступи за збірні
2002 року дебютував у складі юнацької збірної Італії (U-20), загалом на юнацькому рівні взяв участь у 2 іграх, відзначившись одним забитим голом.
Протягом 2002–2004 років залучався до складу молодіжної збірної Італії. На молодіжному рівні зіграв у 10 офіційних матчах, забивши 1 гол. Зокрема брав участь у молодіжному Євро-2002 і молодіжному Євро-2004.
2004 року дебютував і в офіційних матчах за національну збірну Італії. Свою другу і останню гру за національну команду провів 2006 року.

## Статистика виступів

### Статистика клубних виступів
Станом на 1 жовтня 2020
| Сезон                    | Команда                  | Чемпіонат                | Чемпіонат | Чемпіонат | Національний кубок | Національний кубок | Національний кубок | Континентальні кубки | Континентальні кубки | Континентальні кубки | Інші змагання | Інші змагання | Інші змагання | Усього | Усього |
| Сезон                    | Команда                  | Ліга                     | Ігор      | Голів     | Ліга               | Ігор               | Голів              | Ліга                 | Ігор                 | Голів                | Ліга          | Ігор          | Голів         | Ігор   | Голів  |
| ------------------------ | ------------------------ | ------------------------ | --------- | --------- | ------------------ | ------------------ | ------------------ | -------------------- | -------------------- | -------------------- | ------------- | ------------- | ------------- | ------ | ------ |
| 1998–99                  | «Санколомбано»           | CND                      | 23        | 3         | КІ-D               | 0                  | 0                  | -                    | -                    | -                    | -             | -             | -             | 23     | 3      |
| 1999–00                  | «Санколомбано»           | D                        | 30        | 8         | КІ-D               | 0                  | 0                  | -                    | -                    | -                    | -             | -             | -             | 30     | 8      |
| Усього за «Санколомбано» | Усього за «Санколомбано» | Усього за «Санколомбано» | 53        | 11        |                    | 0                  | 0                  |                      | -                    | -                    |               | -             | -             | 53     | 11     |
| 2000-січ. 2001           | «Комо»                   | C1                       | 0         | 0         | КІ-C               | 0                  | 0                  | -                    | -                    | -                    | -             | -             | -             | 0      | 0      |
| січ.-черв. 2001          | «Про Верчеллі»           | C2                       | 10        | 0         | КІ-C               | -                  | -                  | -                    | -                    | -                    | -             | -             | -             | 10     | 0      |
| 2001–02                  | «Брешія»                 | A                        | 7         | 2         | КІ                 | 1                  | 0                  | Інт                  | 3                    | 0                    | -             | -             | -             | 11     | 2      |
| 2002–03                  | «Перуджа»                | A                        | 22        | 2         | КІ                 | 5                  | 1                  | -                    | -                    | -                    | -             | -             | -             | 27     | 3      |
| 2003–04                  | «Брешія»                 | A                        | 31        | 12        | КІ                 | 0                  | 0                  | Інт                  | 3                    | 0                    | -             | -             | -             | 34     | 12     |
| 2004–05                  | «Брешія»                 | A                        | 34        | 12        | КІ                 | 1                  | 0                  | -                    | -                    | -                    | -             | -             | -             | 35     | 12     |
| 2005–06                  | «Палермо»                | A                        | 35        | 9         | КІ                 | 5                  | 1                  | КУЄФА                | 6                    | 1                    | -             | -             | -             | 46     | 11     |
| 2006–07                  | «Палермо»                | A                        | 27        | 5         | КІ                 | 2                  | 0                  | КУЄФА                | 5                    | 1                    | -             | -             | -             | 35     | 6      |
| Усього за «Палермо»      | Усього за «Палермо»      | Усього за «Палермо»      | 62        | 14        |                    | 7                  | 1                  |                      | 11                   | 2                    |               | -             | -             | 80     | 17     |
| 2007-січ. 2008           | «Сампдорія»              | A                        | 12        | 1         | КІ                 | 2                  | 0                  | Інт+КУЄФА            | 2+4                  | 0                    | -             | -             | -             | 20     | 1      |
| січ.-черв. 2008          | «Брешія»                 | B                        | 15+2      | 7+1       | КІ                 | -                  | -                  | -                    | -                    | -                    | -             | -             | -             | 17     | 8      |
| 2008–09                  | «Брешія»                 | B                        | 31+4      | 15        | КІ                 | 2                  | 2                  | -                    | -                    | -                    | -             | -             | -             | 37     | 17     |
| 2009–10                  | «Брешія»                 | B                        | 35+4      | 24+1      | КІ                 | 1                  | 0                  | -                    | -                    | -                    | -             | -             | -             | 40     | 25     |
| 2010–11                  | «Брешія»                 | A                        | 33        | 12        | КІ                 | 0                  | 0                  | -                    | -                    | -                    | -             | -             | -             | 33     | 12     |
| 2011-січ. 2012           | «Дженоа»                 | A                        | 12        | 1         | КІ                 | 0                  | 0                  | -                    | -                    | -                    | -             | -             | -             | 12     | 1      |
| січ.-черв. 2012          | «Новара»                 | A                        | 19        | 2         | КІ                 | -                  | -                  | -                    | -                    | -                    | -             | -             | -             | 19     | 2      |
| 2012–13                  | «Брешія»                 | B                        | 37+2      | 16+1      | КІ                 | 1                  | 1                  | -                    | -                    | -                    | -             | -             | -             | 40     | 18     |
| 2013–14                  | «Брешія»                 | B                        | 32        | 18        | КІ                 | 1                  | 1                  | -                    | -                    | -                    | -             | -             | -             | 33     | 19     |
| 2014–15                  | «Брешія»                 | B                        | 29        | 14        | КІ                 | 3                  | 2                  | -                    | -                    | -                    | -             | -             | -             | 32     | 16     |
| 2015–16                  | «Брешія»                 | B                        | 32        | 11        | КІ                 | 0                  | 0                  | -                    | -                    | -                    | -             | -             | -             | 32     | 11     |
| 2016–17                  | «Брешія»                 | B                        | 35        | 14        | КІ                 | 0                  | 0                  | -                    | -                    | -                    | -             | -             | -             | 35     | 14     |
| 2017–18                  | «Брешія»                 | B                        | 37        | 13        | КІ                 | 2                  | 0                  | -                    | -                    | -                    | -             | -             | -             | 39     | 13     |
| Усього за «Брешію»       | Усього за «Брешію»       | Усього за «Брешію»       | 388+12    | 170+3     |                    | 12                 | 6                  |                      | 6                    | 0                    |               | -             | -             | 418    | 179    |
| 2018–19                  | «Феральпізало»           | C                        | 31+5      | 12+0      | КІ+КІ-C            | 1+1                | 0                  | -                    | -                    | -                    | -             | -             | -             | 38     | 12     |
| 2019–20                  | «Феральпізало»           | C                        | 22+1      | 8+0       | КІ+КІ-C            | 3+3                | 1+0                | -                    | -                    | -                    | -             | -             | -             | 29     | 9      |
| Усього за «Феральпізало» | Усього за «Феральпізало» | Усього за «Феральпізало» | 53+6      | 20        |                    | 8                  | 1                  |                      | -                    | -                    |               | -             | -             | 67     | 21     |
| 2020–21                  | «Лумеццане»              | Ечч                      | 3         | 2         | КІ-Ломб.           | 3                  | 6                  | -                    | -                    | -                    | -             | -             | -             | 6      | 8      |
| Усього за кар'єру        | Усього за кар'єру        | Усього за кар'єру        | 634+18    | 223+3     |                    | 37                 | 15                 |                      | 23                   | 2                    |               | -             | -             | 712    | 243    |

### Статистика виступів за збірну
| Дата       | Місто   | Господарі | Результат | Гості     | Турнір           | Голи | Примітки |
| ---------- | ------- | --------- | --------- | --------- | ---------------- | ---- | -------- |
| 17-11-2004 | Мессіна | Італія    | 1 – 0     | Фінляндія | товариський матч | -    | 65'      |
| 16-8-2006  | Ліворно | Італія    | 0 – 2     | Хорватія  | товариський матч | -    | 68'      |
| Усього     |         | Матчів    | 2         |           | Голів            | 0    |          |

| Дата       | Місто      | Господарі   | Результат | Гості      | Турнір                             | Голи | Примітки |
| ---------- | ---------- | ----------- | --------- | ---------- | ---------------------------------- | ---- | -------- |
| 17-5-2002  | Базель     | Італія      | 1 – 1     | Португалія | Молодіжне Євро-2002 - Група A      | -    | 75'      |
| 25-5-2002  | Цюрих      | Чехія       | 3 – 2     | Італія     | Молодіжне Євро-2002 - півфінал     | -    | 90'      |
| 20-8-2002  | Гроссето   | Італія      | 0 – 2     | Німеччина  | Товариський матч                   | -    | 46'      |
| 6-9-2002   | Баку       | Азербайджан | 0 – 3     | Італія     | Кваліфікація молодіжного Євро-2004 | -    | 46'      |
| 19-11-2002 | Джуліанова | Італія      | 0 – 3     | Туреччина  | Товариський матч                   | -    | 46' 63'  |
| 17-2-2004  | Афіни      | Греція      | 1 – 1     | Італія     | Товариський матч                   | -    | 77'      |
| 30-3-2004  | Мелгасу    | Португалія  | 1 – 3     | Італія     | Товариський матч                   | -    |          |
| 27-4-2004  | Тренто     | Італія      | 4 – 0     | Швеція     | Товариський матч                   | 1    | 32'      |
| 1-6-2004   | Бохум      | Італія      | 1 – 0     | Хорватія   | Молодіжне Євро-2004 - Група A      | -    |          |
| Усього     |            | Матчів      | 9         |            | Голів                              | 1    |          |

## Титули і досягнення
- Чемпіон Європи (U-21): 2004